# Sally Rogers
Sally Rogers. född 12 oktober 1964, i Manchester, är en engelsk skådespelerska mest känd för rollen som detektiv Constable / Sergeant Jo Masters i ITVs The Bill. 
Sally växte upp i Manchester och arbetade bland annat som barnflicka till 20-årsåldern då hon började sin bana som skådespelare. Hon studerade Webber Douglas Academy of Dramatic Art i London innan hon började arbeta vid Royal National Theatre.

## Karriär
Åren 1989-1990 medverkade Sally i många framgångsrika pjäser vid Royal Court Theatre i London.
Bland Rogers TV-arbete återfinns bland annat BB:'s Out of Hours från sent 1990-tal ochMurphy's Law med James Nesbitt. Hon medverkade också i Casualty och EastEnders (1992), i vilka hon spelade en eskort vid namn Debbie, anställd av Ian Beale. Dessutom spelade hon Paul Calfs tidigare flickvän Julie i Steve Coogans Paul and Pauline Calf's Video Diary och Juliet Bray i The Lakes.
År 2000 spelade hon Yvonne i BBC2:s dramaserie Attachments, där hon arbetade med David Walliams. Sally kom sedan att spela med Walliams i olika sketecher Come Fly With Me som FlyLo Check-In Manager Helen Baker, samt de tre första Little Britain-serierna.
I en av sina första roller efter The Bill, medverkade hon i Matt Lucas och David Walliams komediserie Come Fly With Me, som hade premiär i BBC den 25 december 2010. Hon spelar där Helen.

## Privatliv
Rogers födde sitt första barn, Rafael, i februari 2006 och fortsatte med inspelningen av The Bill i augusti 2006. Hennes rollfigur återkom på skärmen den 19 december 2006.
Sally bosatte sig i Epsom, Surrey med maken, Jonathan Schofield,  en podiater.

### Fotnoter
1. ↑  Why I was happy to put my career before starting a family, The Mirror Magazine, 18 januari 2006.